# Bremthal
Bremthal è una frazione della città tedesca di Eppstein, nel Land dell'Assia.

## Storia
Il 31 dicembre 1971 venne aggregato al comune di Bremthal il soppresso comune di Niederjosbach.
Il comune di Bremthal venne soppresso a sua volta il 1º gennaio 1977 e aggregato alla città di Eppstein.

## Amministrazione
Bremthal è amministrata da un consiglio di frazione (Ortsbeirat) composto da 9 membri.